# 陈炜 (1965年)
陈炜（1965年10月—），男，四川成都人，中华人民共和国政治人物，曾任四川省人民政府副省长、党组成员，现任中共四川省委常委、秘书长。